# Osterbach (Eder)
Der Ostenbach ist ein 4,25 Kilometer langer, rechter bzw. südlicher Zufluss der Eder, der im Ortsteil Ungedanken der Stadt Fritzlar in die Eder mündet.

## Verlauf
Der Ostenbach entspringt am Mittelberg bei Wenzigerode, einem Stadtteil von Bad Zwesten, im waldreichen Kellerwald. Er fließt in allgemein nördlicher bzw. nordnordwestlicher Richtung hinab nach Ungedanken. Dort nimmt er den von Rothhelmshausen herabkommenden Ruppenbach auf, der innerhalb des Orts seit 1956 in Rohre gefasst ist. Danach fließt er die letzten 300 Meter durch das Dorf und unter der Bundesstraße 253 hindurch in einem seit 1956 betonierten Bachbett in die Eder.
Die Mündung des Ostenbachs befindet sich in Höhe der Ortslage Ungedanken beim Ederkilometer 31,7.